# San Luis Potosí (Stadt)
Koordinaten: 22° 9′ N, 100° 59′ W
San Luis Potosí (oft abgekürzt zu SLP) ist eine Großstadt mit ca. 850.000 Einwohnern im nördlichen Zentralmexiko und die Hauptstadt des gleichnamigen Bundesstaates. Gegründet wurde sie am 4. November 1592. Das historische Zentrum der Stadt wurde im Jahr 2010 als Teil des Camino Real de Tierra Adentro von der UNESCO als Weltkulturerbe eingestuft.
San Luis Potosí bildet den Kern der Zona Metropolitana de San Luis Potosí mit über einer Million Einwohnern. Darüber hinaus ist San Luis Potosí Verwaltungssitz des Municipio San Luis Potosí und Sitz des Erzbistums San Luis Potosí.

## Lage und Klima
Die ca. 440 km nordwestlich von Mexiko-Stadt befindliche und ca. 1850 m hoch gelegene Stadt San Luis Potosí wird in östlicher Richtung durch die Sierra de Álvarez und im Westen durch die Sierra San Miguelito eingefasst. Höchste Erhebung und zugleich Hausberg von San Luis Potosí ist der im Südwesten gelegene Cerro el Potosí (2670 m). Das Klima ist trocken und warm; Regen (ca. 340 mm/Jahr) fällt überwiegend im Sommerhalbjahr.

## Bevölkerungsentwicklung
| Jahr      | 2000    | 2010    | 2020    |
| Einwohner | 629.254 | 724.552 | 845.941 |

Der deutliche Bevölkerungszuwachs beruht im Wesentlichen auf der immer noch anhaltenden Zuwanderung von Einzelpersonen und Familien aus den Dörfern der Umgebung.

## Wirtschaft
Die Bedeutung von San Luis Potosí als „Silberstadt“ hat im Laufe der Geschichte abgenommen und ist der Stadt heutzutage ganz abhandengekommen. In der Zona Industrial von San Luis Potosí haben sich einige internationale Unternehmen angesiedelt, vor allem solche aus der Stahlindustrie und der Automobilindustrie, z. B. Thyssenkrupp, Daimler, Continental, EJOT-ATF Fasteners de Mexico (EJOT), Dräxlmaier Group und Bizerba. Die BMW AG baute ab 2016 ein Werk, das seit dem Jahr 2019 den 3er BMW produziert und seit 2021 exklusiv das BMW 2er Coupé.
Die Privatuniversität Instituto Tecnológico y de Estudios Superiores de Monterrey (ITESM) hat in San Luis einen Campus.

## Geschichte
San Luis Potosí ist eine der „Silberstädte“ Mexikos, wirtschaftlich jedoch schon immer auch als Zentrum eines Viehzuchtgebietes bedeutend. Benannt wurde sie nach dem französischen König Ludwig IX., genannt „Ludwig der Heilige“ (daher San Luis) und der Silberstadt Potosí im heutigen Bolivien, da man eben soviel Reichtum erwartete wie aus den dortigen Minen. 
Während der französischen Intervention in Mexiko (1861–1867) war San Luis Potosí ab dem 31. Mai 1863 Sitz der liberalen Regierung unter Benito Juárez, weil Mexiko-Stadt an die Besatzer gefallen war. Juárez’ Armee vereinte sich hier mit den 8000 Mann der Armee von General Miguel Negrete. Ende Januar 1864 mussten sie sich vor den anrückenden französischen Truppen nach Monterrey zurückziehen, wo sie am 11. Februar 1864 ankamen.

## Sehenswürdigkeiten
San Luis Potosí ist eine weitgehend moderne Großstadt. Lediglich die historische Altstadt hat viele koloniale Bauwerke – besonders die Fassaden der dreischiffigen Kathedrale und die des Santuario de Nuestra Señora de Guadalupe mit ihren hervortretenden Mittelteilen gelten als sehr sehenswert. Bauten im Stil der französischen Beaux-Arts-Architektur aus der Zeit des Porfiriats prägen Teile der Innenstadt. Dazu zählen das Teatro de la Paz, das Gebäude des Museo Federico Silva von 1907 oder das Edificio Ipiña von 1906–1912. Im Jahr 2001 wurde der Stadtkern in die Tentativliste Mexikos für das UNESCO-Welterbe gesetzt; 2010 wurde es als Teil des Camino Real de Tierra Adentro in das Weltkulturerbe aufgenommen.

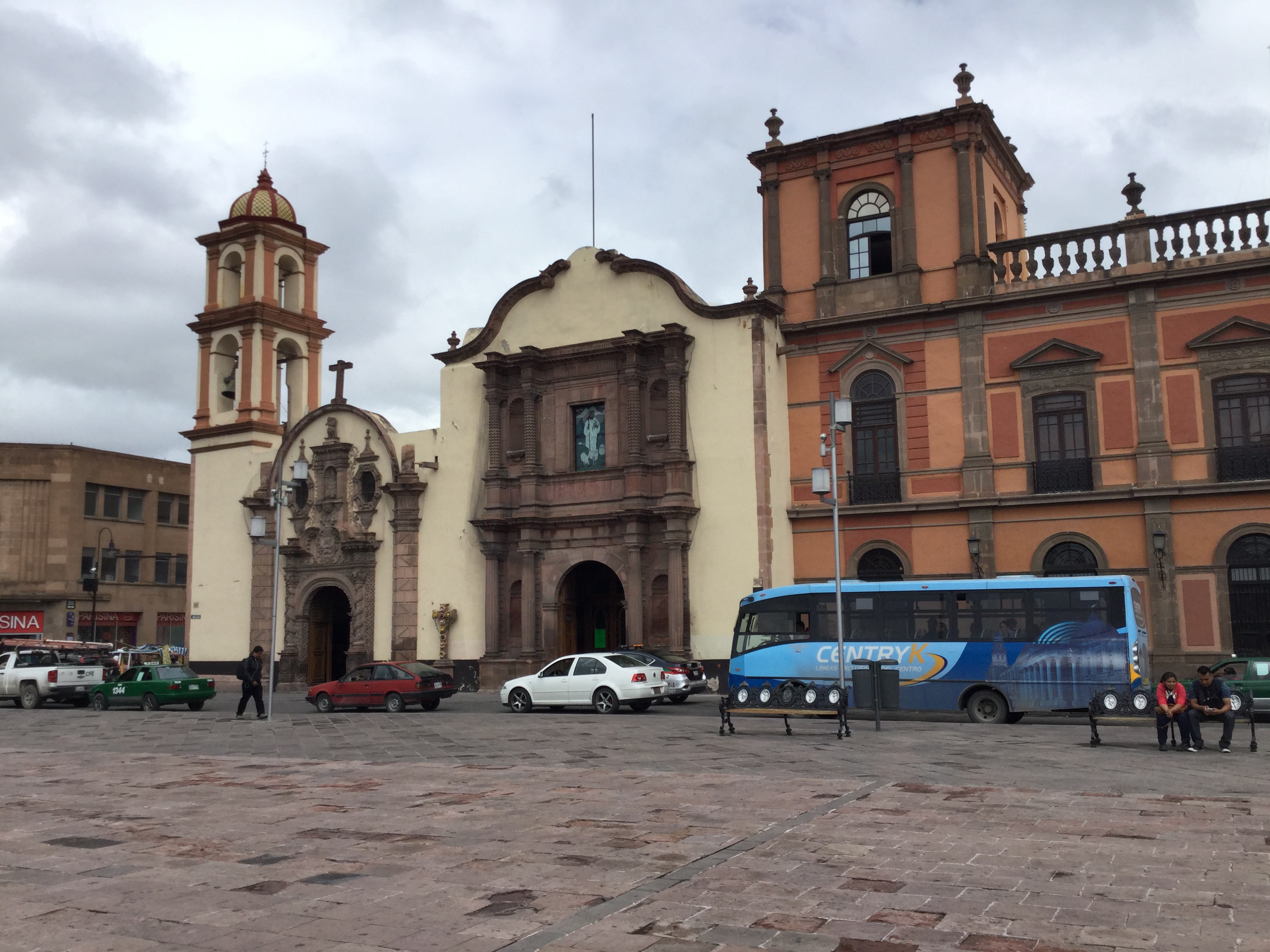
Zentraler Platz
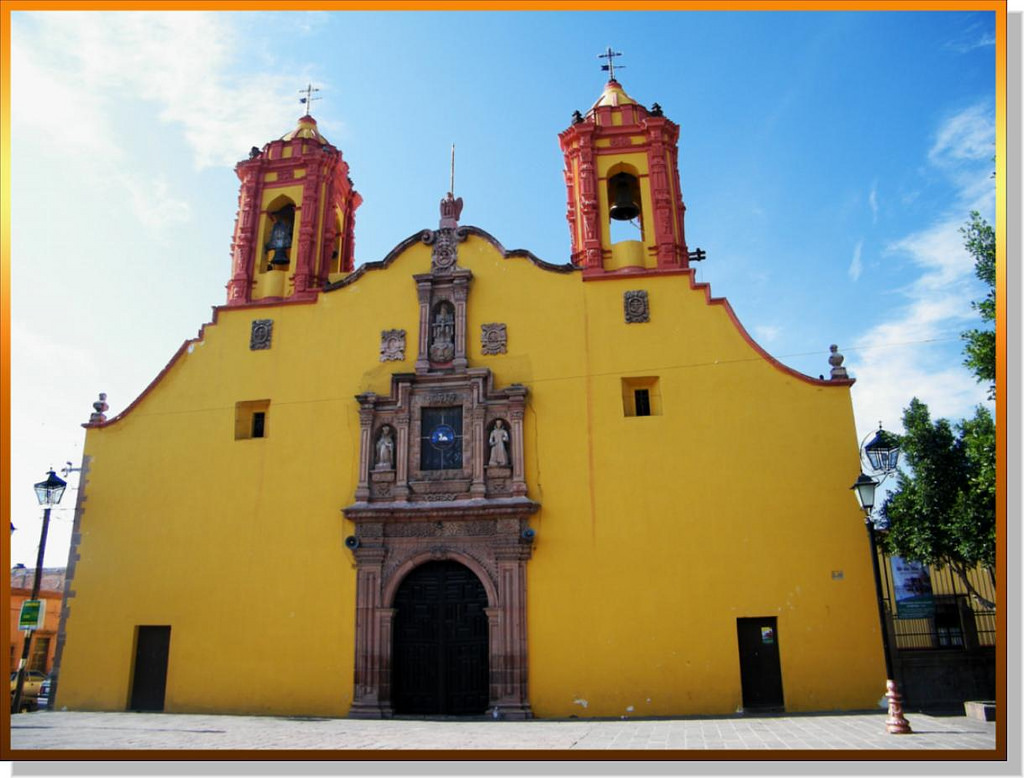
Templo de San Miguel
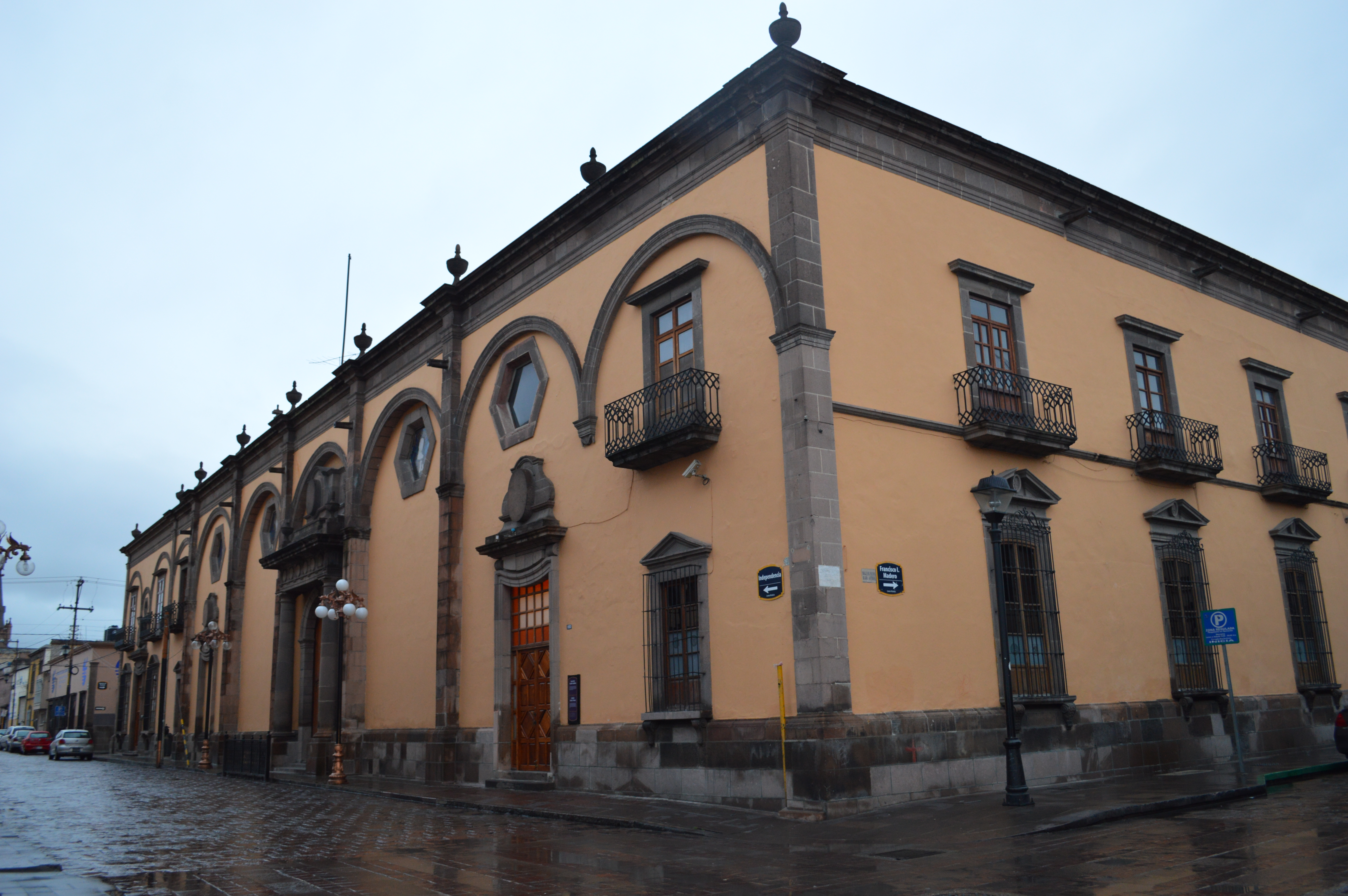
Casa de la Accion Catolica
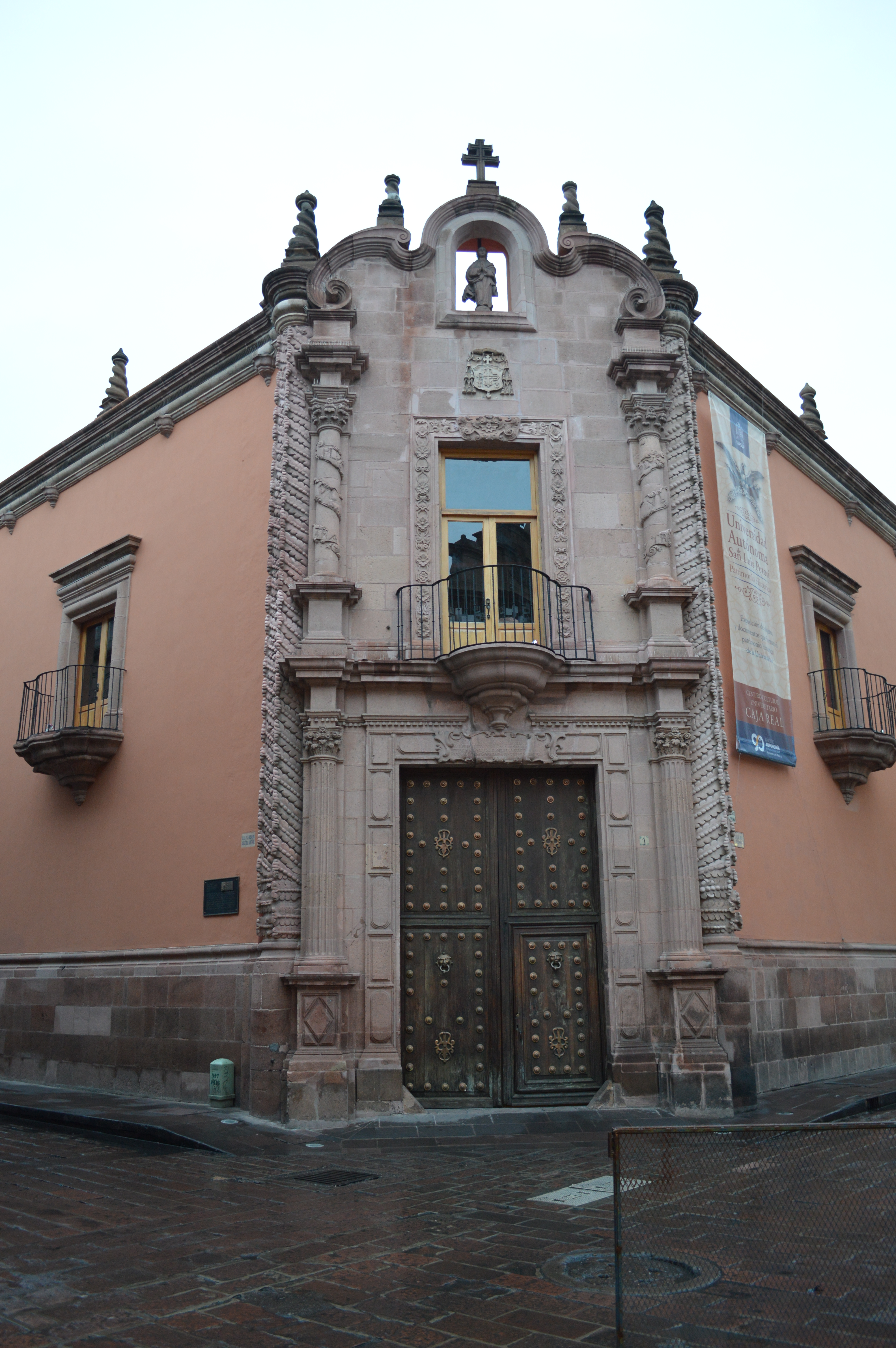
Caja Real (18. Jh.)
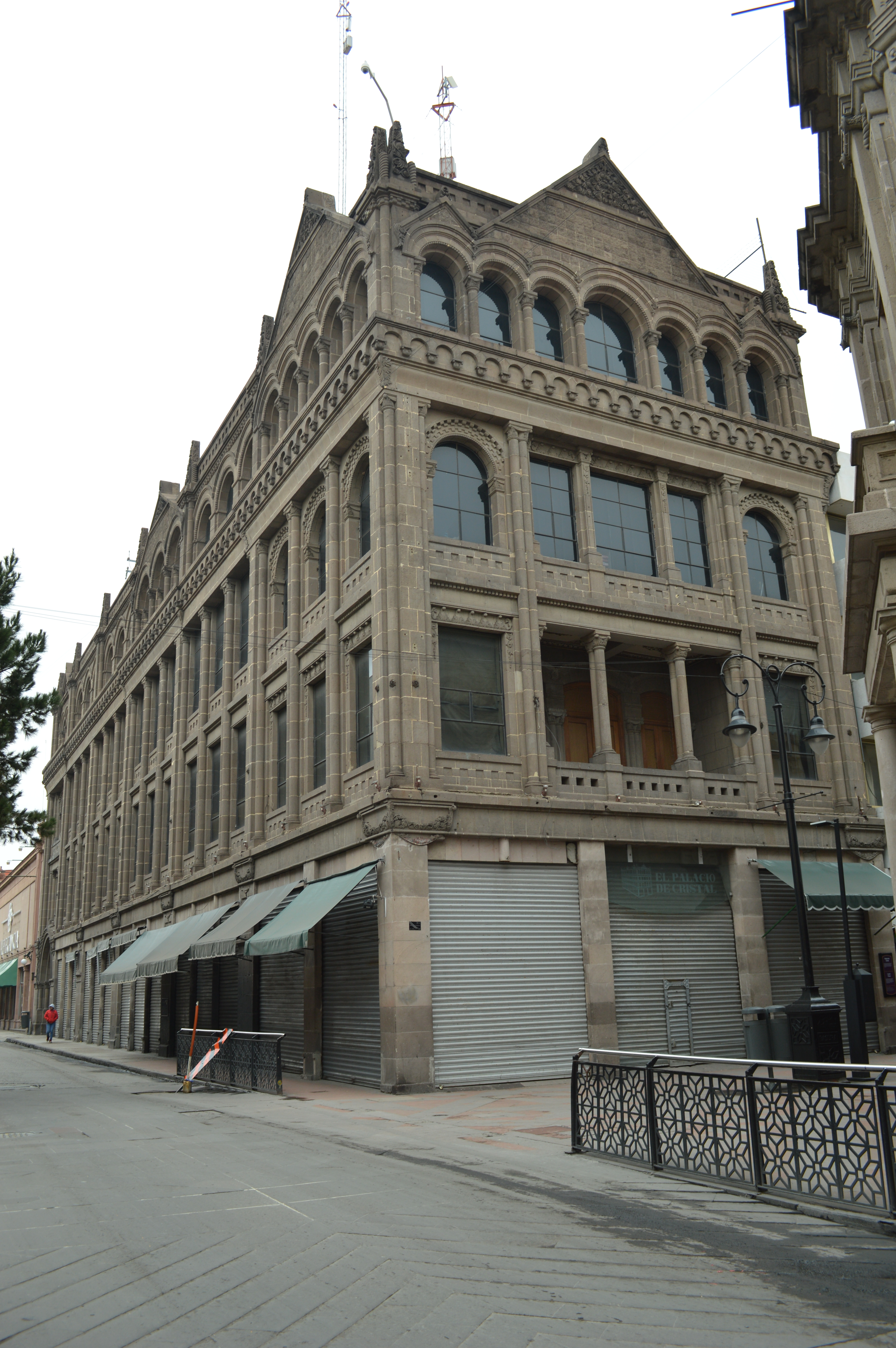
Glaspalast (19. Jh.)
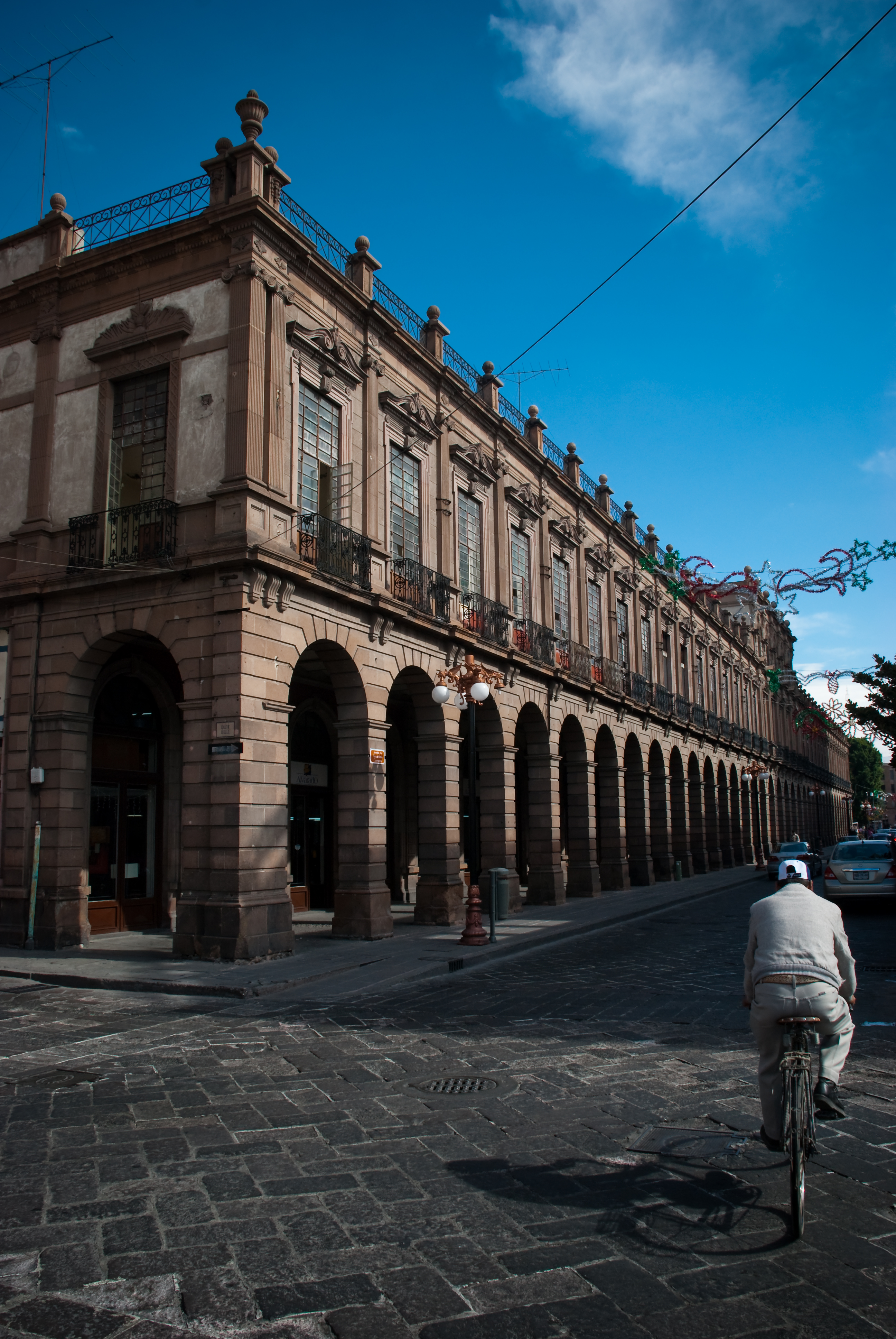
Edificio Ipiña

## Persönlichkeiten
- Anastasio Bustamante (1780–1853), dreimaliger Präsident von Mexiko; nach seinem Medizinstudium Direktor des Krankenhauses in San Luis Potosí
- Francisco González Bocanegra (1824–1861), Lyriker
- Lupe Vélez (eigentlich María Guadalupe Vélez de Villalobos; 1908–1944), Schauspielerin
- José Sabre Marroquín (1909–1995), Komponist und Dirigent
- Ezequiel Perea Sánchez (1911–1986), Bischof von San Luis Potosí
- Francisco Eppens Helguera (1913–1990), Künstler und Maler des aktuellen Bundeswappens
- Manuel Sabre Marroquín (1914–1990), Pianist und Komponist
- José Maclovio Vásquez Silos (1918–1990), Bischof von Autlán
- Gustavo Ortiz Hernán (1920–1978), Botschafter
- José Antonio Padilla Segura (1922–2012), Elektroingenieur, Hochschullehrer, Wirtschaftsmanager und Politiker
- Gonzalo Martínez Corbalá (1928–2017), Diplomat und Politiker
- Mauricio Mata (1939–2020), Radrennfahrer
- Mil Máscaras (eigentlich Aaron Rodriguez; * 1942), Wrestlinglegende und Schauspieler
- Agustín Juárez (1943–2024), Radrennfahrer
- Patria Jiménez (* 1957), Politikerin
- Carlos Muñoz (* 1959), Fußballspieler
- Alberto Del Rio (eigentlich Alberto Rodriguez; * 1977), Wrestler
- Alejandra Márquez Abella (* 1982), Filmregisseurin und Drehbuchautorin
- Nery Castillo (* 1984), Fußballspieler
- Marilyn Virdiana Díaz Ramirez (* 1991), Fußballspielerin
- Manuel Sánchez (* 1991), Tennisspieler
- Ana Sofía Sánchez (* 1994), Tennisspielerin
- Omar Govea (* 1996), Fußballspieler